# Élections générales ontariennes de 2011
L'élection générale ontarienne de 2011 (40e élection générale) a eu lieu le 6 octobre 2011. Elle avait pour but d'élire les membres de la 40e législature de l'Assemblée législative de l'Ontario.
Le Parti libéral de l'Ontario formera un gouvernement minoritaire. le Parti progressiste-conservateur de l'Ontario (PC) représentera l'Opposition officielle et le Nouveau Parti démocratique de l'Ontario (NPD) agira comme tiers parti.
Selon les amendements apportés par la législature en décembre 2005, les élections ontariennes sont maintenant à dates fixes: le premier jeudi d'octobre tous les quatre ans. Le résultat officiel de l'élection a été publié par le lieutenant-gouverneur David Onley le 7 septembre 2011.
Le taux de participation de 49,2 % est le plus bas enregistré jusqu'à présent.

## Débat en français
Pour la première fois en Ontario, il y a eu un débat provincial télévisé en français. Des représentants de tous les grands partis ont débattu des enjeux de l'élection, y compris la question de la francophonie ontarienne. Les chefs de partis ont toutefois été absents, deux d'entre eux ne maîtrisant pas suffisamment le français.

## Chronologie
- 7 mars 2009 : Howard Hampton démissionne comme chef du Nouveau Parti démocratique. Il est remplacé par une nouvelle cheffe, une première femme à la tête du NPD ontarien, Andrea Horwath d'origine hongroise.
- 20 mars 2009 : John Tory démissionne comme chef du Parti progressiste-conservateur et annonce qu'il quitte la Politique ontarienne.
- 27 juin 2009 : Tim Hudak est élu chef du Parti progressiste-conservateur de la province ontarienne.
- Octobre 2009 : Giuseppe Gori démissionne comme chef du Parti de la coalition des familles. Il est remplacé par un nouveau chef, Phil Lees.
- 15 novembre 2009 : Frank de Jong démissionne comme chef du Parti vert. Il est remplacé par un nouveau chef, Mike Schreiner.

## Députés qui ne se sont pas représentés
Les députés sortants du tableau suivant ne se sont pas représentés comme candidats.
|  | Parti                      | Député                                             | Circonscription                 |
|  | -------------------------- | -------------------------------------------------- | ------------------------------- |
|  | Libéral                    | Wayne Arthurs                                      | Pickering—Scarborough Est       |
|  | Libéral                    | Jim Brownell                                       | Stormont—Dundas—South Glengarry |
|  | Libéral                    | David Caplan                                       | Don Valley-Est                  |
|  | Libéral                    | Aileen Carroll                                     | Barrie                          |
|  | Libéral                    | Bruce Crozier (décédé en fonctions le 3 juin 2011) | Essex                           |
|  | Libéral                    | Pat Hoy                                            | Chatham-Kent—Essex              |
|  | Libéral                    | Jean-Marc Lalonde                                  | Glengarry-Prescott-Russell      |
|  | Libéral                    | Steve Peters                                       | Elgin—Middlesex—London          |
|  | Libéral                    | Gerry Phillips                                     | Scarborough—Agincourt           |
|  | Libéral                    | Sandra Pupatello                                   | Windsor-Ouest                   |
|  | Libéral                    | David Ramsay                                       | Timiskaming—Cochrane            |
|  | Libéral                    | Tony Ruprecht                                      | Davenport                       |
|  | Libéral                    | Monique Smith                                      | Nipissing                       |
|  | Progressiste-conservateur  | Gerry Martiniuk                                    | Cambridge                       |
|  | Progressiste-conservateur  | Bill Murdoch                                       | Bruce—Grey—Owen Sound           |
|  | Progressiste-conservateur  | Joyce Savoline                                     | Burlington                      |
|  | Progressiste-conservateur  | Norm Sterling                                      | Carleton—Mississippi Mills      |
|  | Nouveau Parti démocratique | Peter Kormos                                       | Welland                         |
|  | Nouveau Parti démocratique | Howard Hampton                                     | Kenora—Rainy River              |

## Résultats
| Parti libéral | Parti progressiste-conservateur | Nouveau Parti démocratique |
| 53 sièges     | 37 sièges                       | 17 sièges                  |
| ^             |                                 |                            |
| minorité      |                                 |                            |

### Par parti politique
| Parti | Parti                            | Chef                             | Candidats | Sièges | Sièges | Sièges | Sièges | Voix      | Voix    | Voix  |
| Parti | Parti                            | Chef                             | Candidats | 2007   | diss.  | Élus   | +/-    | Nb        | %       | +/-   |
| ----- | -------------------------------- | -------------------------------- | --------- | ------ | ------ | ------ | ------ | --------- | ------- | ----- |
|       | Libéral                          | Dalton McGuinty                  | 107       | 71     | 70     | 53     | -18    | 1 622 426 | 37,63 % | -4,62 |
|       | Progressiste-conservateur        | Tim Hudak                        | 107       | 26     | 25     | 37     | +11    | 1 527 959 | 35,44 % | +3,82 |
|       | NPD                              | Andrea Horwath                   | 107       | 10     | 10     | 17     | +7     | 980 204   | 22,74 % | +5,97 |
|       | Vert                             | Mike Schreiner                   | 107       | -      | -      | -      | -      | 126 567   | 2,94 %  | -5,08 |
|       | Libertarien                      | Sam Apelbaum                     | 51        | -      | -      | -      | -      | 19 387    | 0,45 %  | +0,24 |
|       | Coalition des familles           | Phil Lees                        | 31        | -      | -      | -      | -      | 9 861     | 0,23 %  | -0,58 |
|       | Freedom                          | Paul McKeever                    | 57        | -      | -      | -      | -      | 9 285     | 0,22 %  | +0,15 |
|       | Indépendants et sans affiliation | Indépendants et sans affiliation | 36        | -      | -      | -      | -      | 9 177     | 0,21 %  | +0,02 |
|       | Communiste                       | Elizabeth Rowley                 | 9         | -      | -      | -      | -      | 1 163     | 0,03 %  | -0,01 |
|       | Northern Ontario Heritage Party  | Edward Deibel                    | 3         | -      | -      | -      | -      | 683       | 0,02 %  | -     |
|       | Besoins spéciaux                 | Danish Ahmed                     | 4         | -      | -      | -      | -      | 667       | 0,02 %  | +0,01 |
|       | Réformiste                       | Bradley J. Harness               | 4         | -      | -      | -      | -      | 645       | 0,02 %  | +0,01 |
|       | Confederation of Regions         | Vacant                           | 3         | -      | -      | -      | -      | 559       | 0,01 %  | +0,00 |
|       | Paramount Canadians Party        | Ranvir Dogra                     | 4         | -      | -      | -      | -      | 548       | 0,01 %  | -     |
|       | The People's Political Party     | Kevin Clarke                     | 4         | -      | -      | -      | -      | 386       | 0,01 %  | -     |
|       | Socialiste                       | Andy Lehrer                      | 5         | -      | -      | -      | -      | 369       | 0,01 %  | -     |
|       | Parti écologique végan           | Paul Figueiras                   | 3         | -      | -      | -      | -      | 366       | 0,01 %  | -     |
|       | Républicain                      | Trueman Tuck                     | 3         | -      | -      | -      | -      | 232       | 0,01 %  | -0,00 |
|       | The Only Party                   | Michael Green                    | 3         | -      | -      | -      | -      | 188       | 0,00 %  | -     |
|       | Droits humains                   | Marilyn McCormick                | 2         | -      | -      | -      | -      | 170       | 0,00 %  | -     |
|       | Choix des Canadiens              | Bahman Yazdanfar                 | 2         | -      | -      | -      | -      | 156       | 0,00 %  | -     |
|       | Parti Pauvre                     | John Turmel                      | 2         | -      | -      | -      | -      | 140       | 0,00 %  | -     |
|       | Vacant                           | Vacant                           | Vacant    | Vacant | 2      |        |        |           |         |       |
| Total | Total                            | Total                            | 655       | 107    | 107    | 107    |        | 4 311 138 | 100 %   |       |

## Sondages
| Intentions de votes pendant la 39e législature de l'Ontario |
|                                                             |
| - Libéral - Progressiste-conservateurs - NPD - Vert         |

|                                                                   |       |       |       |      |      |            |       |       |      |
| Résultats du vote                                                 | 37,63 | 35,44 | 22,74 | 2,94 | 1,25 |            |       |       |      |
| 5 octobre 2011                                                    | 37    | 33    | 26    | 3    | 1    | Angus Reid | 1 003 | ± 3,1 | PDF  |
| 5 octobre 2011                                                    | 37,7  | 31,5  | 23,3  | 5,9  | 1,6  | Ekos       | 2 165 | ± 2,1 | PDF  |
| 4 octobre 2011                                                    | 33    | 36    | 26    | 5    | 1    | Angus Reid | 2 223 | ± 2,1 | PDF  |
| 4 octobre 2011                                                    | 39,0  | 29,7  | 23,1  | 6,6  | 1,6  | Ekos       | 1 892 | ± 2,3 | PDF  |
| 3 octobre 2011                                                    | 37,7  | 33,2  | 25,8  | 2,1  | 1,3  | Nanos      | 826   | NC    | PDF  |
| 3 octobre 2011                                                    | 39,1  | 29,1  | 24,5  | 6,0  | 1,4  | Ekos       | 1 065 | ± 3,0 | PDF  |
| 2 octobre 2011                                                    | 35,6  | 36,4  | 25,7  | 1,2  | 1,1  | Nanos      | 900   | ± 3,3 | PDF  |
| 1er octobre 2011                                                  | 36,5  | 34,0  | 26,8  | NC   | NC   | Nanos      | 802   | ± 3,5 | PDF  |
| 30 septembre 2011                                                 | 33    | 34    | 26    | 6    | 0    | Angus Reid | 1 002 | ± 3,1 | PDF  |
| 11 septembre 2011                                                 | 38,1  | 34,7  | 24,3  | 2,7  | 0,2  | Nanos      | 415   | ± 4,9 | PDF  |
| Déclenchement officiel des élections générales (7 septembre 2011) |       |       |       |      |      |            |       |       |      |
| 21 août 2010                                                      | 35    | 36    | 18    | 11   | NC   | Ipsos      | NC    | NC    | HTML |
| 19 juin 2010                                                      | 37    | 32    | 20    | 11   | NC   | Ipsos      | NC    | NC    | HTML |
| 10 février 2010                                                   | 41,4  | 37,9  | 12,8  | 7,9  | NC   | Nanos      | NC    | NC    | PDF  |
| 13 décembre 2009                                                  | 38    | 34    | 15    | 10   | NC   | Ipsos      | NC    | NC    | HTML |
| 4 décembre 2009                                                   | 27    | 41    | 20    | 11   | 1    | Angus Reid | 1 162 | ± 2,8 | PDF  |
| 25 octobre 2009                                                   | 36,6  | 35,0  | 17,2  | 9,8  | 1,4  | Nanos      | 503   | ± 4,8 | PDF  |
| 4 juillet 2009                                                    | 44    | 32    | 16    | 8    | NC   | Environics | NC    | NC    | HTML |
| Avril 2009                                                        | 44    | 29    | 17    | 11   | NC   | Environics | NC    | NC    | HTML |
| Juin 2008                                                         | 41    | 31    | 16    | 12   | NC   | Environics | NC    | NC    | HTML |
| Mars 2008                                                         | 38    | 30    | 19    | 12   | NC   | Environics | NC    | NC    | HTML |
| Décembre 2008                                                     | 45    | 34    | 18    | 2    | NC   | Environics | NC    | NC    | HTML |
| Octobre 2007                                                      | 44    | 31    | 22    | NC   | NC   | Environics | NC    | NC    | HTML |
| Élections de 2007                                                 | 42,25 | 31,62 | 16,77 | 8,02 | 1,34 |            |       |       |      |

## Source
- (en) Cet article est partiellement ou en totalité issu de l’article de Wikipédia en anglais intitulé « Ontario general election, 2011 » (voir la liste des auteurs).